# Касонго, Букаса
Белюкс Букаса Касонго (англ. Belux Bukasa Kasongo; 13 августа 1979, Кананга) — конголезский футболист, полузащитник.

## Карьера

### В клубах
Начинал свою карьеру в клубе «Вита». В 2002 году Касонго вместе со своим соотечественником Касембве Буямбой приехали в Россию, где заключили контракт с клубом Первого дивизиона СКА (Ростов-на-Дону). Но закрепиться в команде африканец не смог. Всего за сезон он провел за «армейцев» три матча. После недолгого возвращения на родину, хавбек отправился в ЮАР, где он много лет выступал за местные коллективы. Завершил свою карьеру Касонго в тайском клубе «БЭК Теро Сасана».

### В сборной
За сборную Демократической Республики Конго Букаса Касонго дебютировал 3 июня 2001 года в гостевом матче против Лесото, который завершился со счетом 0:0. Через год в составе национальной команды он принимал участие в Кубке африканских наций в Мали. После 2005 года не вызывался в сборную шесть лет. Последний матч за нее полузащитник сыграл 11 ноября 2011 года против Лесото (3:0). Всего за «леопардов» хавбек провел 11 игр, в которых он забил один гол.

## Достижения
- Чемпион ДР Конго (1): 2003.
- Обладатель Кубка ДР Конго (1): 2001.
- Обладатель Кубка Лиги ЮАР (1): 2005/2006.